# 中野 (大阪市)
中野（なかの）は、大阪府大阪市東住吉区にある町名。現行行政地名は中野一丁目から中野四丁目。

## 地理
東住吉区の東部に位置し、南に湯里、北に今川、北西に西今川、西に針中野、東に平野区背戸口と平野西と喜連西と接している。

## 歴史

### 沿革
- 1978年（昭和53年）、大阪市東住吉区平野野堂町・湯里町・中野町・平野区平野西脇町の各一部より、中野1 - 4丁目成立。旧平野区平野西脇町は1974年の分区によって一旦平野区になるも後年に古巣の東住吉区へ回帰した地域。こういうケースは極めて稀である。
- 1980年（昭和55年）、喜連北通1丁目を編入[5]。

## 世帯数と人口
2024年（令和6年）9月30日現在の世帯数と人口は以下の通りである。
| 丁目       | 世帯数    | 人口    |
| ---------- | --------- | ------- |
| 中野一丁目 | 640世帯   | 1,138人 |
| 中野二丁目 | 361世帯   | 782人   |
| 中野三丁目 | 655世帯   | 1,111人 |
| 中野四丁目 | 1,224世帯 | 2,067人 |
| 計         | 2,880世帯 | 5,098人 |

### 人口の変遷
国勢調査による人口の推移。
| 1995年（平成7年）  | 5,218人 | [ 6 ]  |  |
| 2000年（平成12年） | 5,295人 | [ 7 ]  |  |
| 2005年（平成17年） | 4,764人 | [ 8 ]  |  |
| 2010年（平成22年） | 4,968人 | [ 9 ]  |  |
| 2015年（平成27年） | 4,978人 | [ 10 ] |  |
| 2020年（令和2年）  | 5,045人 | [ 11 ] |  |

### 世帯数の変遷
国勢調査による世帯数の推移。
| 1995年（平成7年）  | 2,247世帯 | [ 6 ]  |  |
| 2000年（平成12年） | 2,404世帯 | [ 7 ]  |  |
| 2005年（平成17年） | 2,159世帯 | [ 8 ]  |  |
| 2010年（平成22年） | 2,263世帯 | [ 9 ]  |  |
| 2015年（平成27年） | 2,339世帯 | [ 10 ] |  |
| 2020年（令和2年）  | 2,651世帯 | [ 11 ] |  |

## 学区
市立小・中学校に通う場合、学区は以下の通りとなる。なお、小学校・中学校入学時に学校選択制度を導入しており、通学区域以外に東住吉区の小学校・中学校から選択することも可能。
| 丁目       | 番   | 小学校               | 中学校             |
| ---------- | ---- | -------------------- | ------------------ |
| 中野一丁目 | 全域 | 大阪市立今川小学校   | 大阪市立白鷺中学校 |
| 中野二丁目 | 全域 | 大阪市立今川小学校   | 大阪市立白鷺中学校 |
| 中野三丁目 | 全域 | 大阪市立南百済小学校 | 大阪市立中野中学校 |
| 中野四丁目 | 全域 | 大阪市立南百済小学校 | 大阪市立中野中学校 |

## 事業所
2021年（令和3年）現在の経済センサス調査による事業所数と従業員数は以下の通りである。
| 丁目       | 事業所数  | 従業員数 |
| ---------- | --------- | -------- |
| 中野一丁目 | 36事業所  | 197人    |
| 中野二丁目 | 33事業所  | 284人    |
| 中野三丁目 | 42事業所  | 317人    |
| 中野四丁目 | 75事業所  | 694人    |
| 計         | 186事業所 | 1,492人  |

## 交通

### バス
2020年4月現在
- 大阪シティバス[15]
  - 3号系統：中野中学校前
  - 5・6・73号系統：今川八丁目 - 中野中学校前
  - BRT1：中野中学校前

### 道路
- 大阪府道5号大阪港八尾線（南港通）
- 今里筋

## 施設
- 大阪市立中野中学校
- マックスバリュ 駒川中野店
- 日本サンガリアベバレッジカンパニー本社
- 中野町公園
- 南百済公園

## その他

### 日本郵便
- 〒546-0012[3]（集配局：東住吉郵便局[16]）